# HMS Coventry (D43)
HMS Coventry (D43) là một tàu tuần dương hạng nhẹ thuộc lớp tàu tuần dương C của Hải quân Hoàng gia Anh Quốc, được chế tạo trong giai đoạn Chiến tranh Thế giới thứ nhất, thuộc lớp phụ Ceres. Lớp phụ này, vốn còn bao gồm HMS Ceres, HMS Cardiff, HMS Curacoa và HMS Curlew, giữ lại kiểu dáng hai ống khói và chỉ khác biệt đôi chút so với lớp phụ Caledon trước đó.
Coventry, ban đầu được dự định đặt tên là HMS Corsair, được đặt lườn tại xưởng đóng tàu Swan Hunter and Wigham Richardson, ở Wallsend-on-Tyne vào ngày 4 tháng 8 năm 1916. Nó được hạ thủy vào ngày 6 tháng 7 năm 1917 và được đưa ra hoạt động cùng Hải quân Hoàng gia vào ngày 21 tháng 2 năm 1918. Tên của nó được đặt theo thành phố Coventry của nước Anh.
HMS Coventry phục vụ cùng Hải đội Tuần dương nhẹ 5 từ tháng 2 năm 1918 đến tháng 5 năm 1919, hoạt động tại biển Baltic trong thời gian này. Mang ký hiệu lườn mới D43 vào tháng 5 năm 1919, nó hoạt động cùng Hạm đội Đại Tây Dương cho đến năm 1920, khi Coventry trở thành tàu chỉ huy cho Ủy ban Giải giới Đồng Minh. Nó trải qua một đợt tái trang bị trong những năm 1920, và sau khi hoàn tất nó gia nhập Hải đội Tuần dương nhẹ 2, trở thành soái hạm của Chuẩn Đô đốc Andrew Cunningham, Hạm đội Đại Tây Dương. Một vụ nổ ngư lôi trong khi đang ở lại Malta vào tháng 3 năm 1923 đã khiến hai thành viên thủy thủ đoàn thiệt mạng.
Khi Chiến tranh Thế giới thứ hai nổ ra, Coventry phục vụ cùng Hạm đội Nhà Anh Quốc từ năm 1939 đến năm 1940, và đã bị hư hại vào ngày 1 tháng 1 năm 1940 trong một vụ không kích của Đức tại quần đảo Shetland, phía Bắc Scotland. Nó được điều về Hạm đội Địa Trung Hải vào năm 1940, và bị hư hại do trúng ngư lôi từ tàu ngầm Ý Neghelli tại phía Đông Địa Trung Hải. Coventry cũng từng tham gia trận chiến mũi Spartivento.
Vào ngày 18 tháng 5 năm 1941, Huân chương Chữ thập Victoria đầu tiên tại Mặt trận Địa Trung Hải đã được truy tặng cho Hạ sĩ Alfred Edward Sephton vì đã "dũng cảm và chịu đựng phi thường" khi phục vụ trên HMS Coventry khi nó bị máy bay ném bom bổ nhào Đức Stuka tấn công ngoài khơi Crete. Coventry đang trên đường trợ giúp một tàu bệnh viện bị máy bay Đức tấn công; và khi Coventry bị tấn công, Hạ sĩ Sephton trúng đạn khi đang tác chiến bên khẩu súng máy của mình, viên đạn xuyên qua người anh và làm bị thương một thủy thủ khác. Cho dù đau đớn và bị mù một phần, anh tiếp tục ở lại vị trí thi hành nhiệm vụ cho đến khi cuộc chiến kết thúc. Sephton qua đời do vết thương vào ngày hôm sau, và được an táng trên biển. Huân chương Victoria của anh được trưng bày tại nhà thờ Coventry nhưng đã bị đánh cắp vào ngày 25 tháng 9 năm 1990.
Trong khi tham gia Chiến dịch Agreement ở phía Đông Địa Trung Hải, Coventry bị hư hại nặng do cuộc không kích của máy bay ném bom bổ nhào Đức Junkers Ju-87 về phía Tây Bắc Alexandria, Ai Cập vào ngày 14 tháng 9 năm 1942. Chiếc tàu tuầ dương bị bốc cháy, và phải bị chiếc HMS Zulu đánh đắm.